# Muckross Abbey
Muckross Abbey (irl. Mainistir Mhucrois) – opactwo w hrabstwie Kerry w południowo-zachodniej Irlandii, na terenie Parku Narodowego Killarney.
Opactwo zostało wzniesione w 1448 roku jako klasztor Franciszkanów. Na przestrzeni wieków było wielokrotnie niszczone i odbudowywane – tutejsi mnisi często padali ofiarą prześladowań i napaści maruderów z armii. Obecnie opuszczony budynek opactwa jest w znaczniej części pozbawiony dachu, poza tym jednak dość dobrze zachowany. Wewnątrz murów znajduje się dziedziniec z rosnącym tam olbrzymim drzewem cisowym. Na pobliskim cmentarzu zachowały się XVII i XVIII-wieczne nagrobki kilku poetów irlandzkich z mieszkających tu niegdyś klanów O'Donoghue, O'Rathaille i O'Suilleabhain.